# New York Hall of Science
The New York Hall of Science upptar en av de få kvarvarande resterna efter 1964 års världsutställning (New York World's Fair) i Flushing Meadows-Corona Park i Queens i New York. Idag är det New Yorks enda vetenskap- och teknologicentrum. Det finns fler än 400 utställningar inom biologi, kemi och fysik på museet.

## Historia
Museet grundades 1964 som en del av världsutställningen i Flushing Meadows-Corona Park och var vid den tidpunkten en av världens få vetenskapsmuseer. Till skillnad från många andra institutioner, som avslutades omedelbart eller strax efter utställningen fortsatte museet att vara öppet efter mässan, och tjänade som en resurs för studenter. Dess utställningar var något begränsade på den tiden men inkluderade planer för världens första atomarium öppen för allmänheten. Museet var öppet fram till år 1979, då det stängde för renovering. 
New York City anställde fysikern Alan Friedman år 1984 för att hjälpa till med museets övergång från ett fokus på science fiction till ett fokus på saker som är relevanta i det vardagliga livet. Efter att det öppnades igen år 1986 genomfördes planerna för visning av en atom med en utställning för 40 000 dollar. Utställningen var en del av en renovering utbyggnad av museet som kostade 400 000 dollar. Museets tillväxt och förmåga att dra publik var oväntad och ledde till stadens strävan efter ytterligare ekonomiska medel och expansion av museet. 
Vid tidpunkten för dess återöppnande var museet unikt genom att det också erbjöd ett utbildningsprogram för vetenskapsstudenter som sedan kunde gå vidare till studier på närliggande Queens College, i utbyte mot att tillbringa minst två år i stadens skolor som lärare. 1991 tillkännagavs planerna på en tio år lång renovering, till en kostnad av 80 miljoner dollar för att kunna tillgodose de ökade behoven när besöksantalet ökade. En ytterligare expansion, som inkluderade en ny entré, matsal och en lekplats började 1996 och återspeglade behovet av ständiga uppdateringar i av vetenskapsmuseer för att hålla dem aktuella och relevanta. Tack vare de ständiga renoveringarna och uppdateringarna utnämndes museet till en kulturinstitution.

## Utställningar
Främst fokuserar musset på utbildning för barn i åldrarna 1-17 år och dess målgrupp består främst av stadens barn för att visa vetenskaps framsteg. På museet finns en stor permanent samling samt ett antal utställningar om forskningsexpeditioner. Museet var bland de första att få sina unga besökare att utvärdera utställningarna och det välkomnade deras synpunkter inför återinvigningen 1986.

### De permanenta utställningarna
| - Connections: The Nature of Networks - Feedback - Hidden Kingdoms: The World of Microbes - Marvelous Molecules- The Secret of Life - Preschool Place | - Realm of the Atom - Rocket Park - Science Playground - Science Technology Library - The Search for Life Beyond the Earth | - Seeing the Light - Sound Sensations: The Inside Story of Audio - The Sports Challenge - Technology Gallery - Amateur Radio Station |